# Faustino Rodríguez-San Pedro

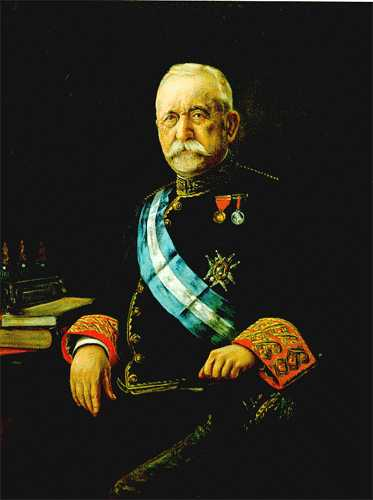
Faustino Rodríguez-San Pedro

Faustino Rodríguez-San Pedro y Díaz-Argüelles (* 30. Juni 1833 in Gijón, Asturien; † 1. Januar 1925 ebenda) war ein spanischer Politiker des Partido Liberal-Conservador, der unter anderem zwischen 1903 und 1904 Außenminister war.

## Leben
Faustino Rodríguez-San Pedro y Díaz-Argüelles absolvierte ein Studium der Rechtswissenschaften an der Universität Oviedo und war danach als Rechtsanwalt tätig. Bei den Wahlen am 27. April 1884 wurde er erstmals Mitglied des Congreso de los Diputados, des Unterhauses der Cortes Generales, und gehörte diesem bis zum 16. März 1899 an. Er vertrat zunächst den Wahlkreis Alicante sowie im Anschluss seit dem 4. April 1886 den Wahlkreis Cuba. Während dieser Zeit wurde er am 5. Oktober 1890 Nachfolger von Ángel García Loygorri y García de Tejada, Ducado de Vistahermosa, als Bürgermeister (Alcalde) von Madrid und bekleidete dieses Amt bis zum 26. November 1891, woraufhin Alberto Bosch y Fustegueras ihn ablöste. Als Nachfolger von Mariano Cancio Villaamil wurde er 1894 Präsident der Ibero-Amerikanischen Union (Unión Ibero-Americana) und bekleidete das Amt 26 Jahre lang bis zu seiner Ablösung durch Juan Armada y Losada 1920. In dieser Zeit kam es anlässlich der Feierlichkeiten des Kolumbustages 1915 zur Einführung des „Tages der Rassen“ (Día de la Raza), der seit dem 12. Oktober 1918 Nationalfeiertag ist und 1920 in „Tag der Hispanität“  (Día de la Hispanidad) umbenannt wurde.
Nach seinem Ausscheiden aus dem Abgeordnetenhaus wurde Rodríguez-San Pedro am 21. April 1899 auf Lebenszeit zum Mitglied des Senats (Senado) ernannt, des Oberhauses der Cortes Generales. Während seiner Senatszugehörigkeit war er 1900 Vizepräsident des Senats. Als Nachfolger von Raimundo Fernández Villaverde wurde er am 25. März 1903 als Finanzminister (Ministro de Hacienda) in die konservative zweite Regierung von Ministerpräsident Francisco Silvela Le Vielleuze berufen und bekleidete dieses Ministeramt bis zum 20. Juli 1903.
Wenige Monate später übernahm er am 5. Dezember 1903 das Amt als Außenminister (Ministro de Estado) in der ersten Regierung von Ministerpräsident Antonio Maura Montaner und hatte dieses bis zum 16. Dezember 1904 inne. Ministerpräsident Antonio Maura Montaner berief ihn am 25. Januar 1907 auch in dessen zweite Regierung, in der Rodríguez-San Pedro bis zum 21. Oktober 1909 das Amt als Minister für öffentlichen Unterricht und schöne Künste innehatte (Ministro de Instrucción Pública y Bellas Artes).
Faustino Rodríguez-San Pedro lehrte ferner als Professor an der Universität Madrid und war Mitglied der Real Academia de Ciencias Morales y Políticas sowie der Real Academia de Jurisprudencia y Legislación. Für seine Verdienste wurde er 1916 zum Collaneritter des Ordens Karls III. ernannt.